# Коннетабль Франции
Коннета́бль Фра́нции (фр. Connétable de France) — высшая военная государственная должность в средневековом Французском королевстве. Аналоги в других странах — маршал, лорд-констебль, шталмейстер.

## Истоки
В Восточной Римской империи функции «комита конюшен» (лат. comes stabuli) были связаны с конюшней и лошадьми. Комиты конюшен командовали обычно императорской конницей. От Византии усвоило эту должность Франкское государство. Начиная с XII века во Франции коннетабль занимает высшие государственные должности. Ему принадлежит верховный надзор над всеми королевскими войсками; он — первое лицо после короля, и на войне пользуется властью вроде римского диктатора. Особенно подозрительно относились короли к лицам, облеченным такой властью во время гражданских войн.

## История

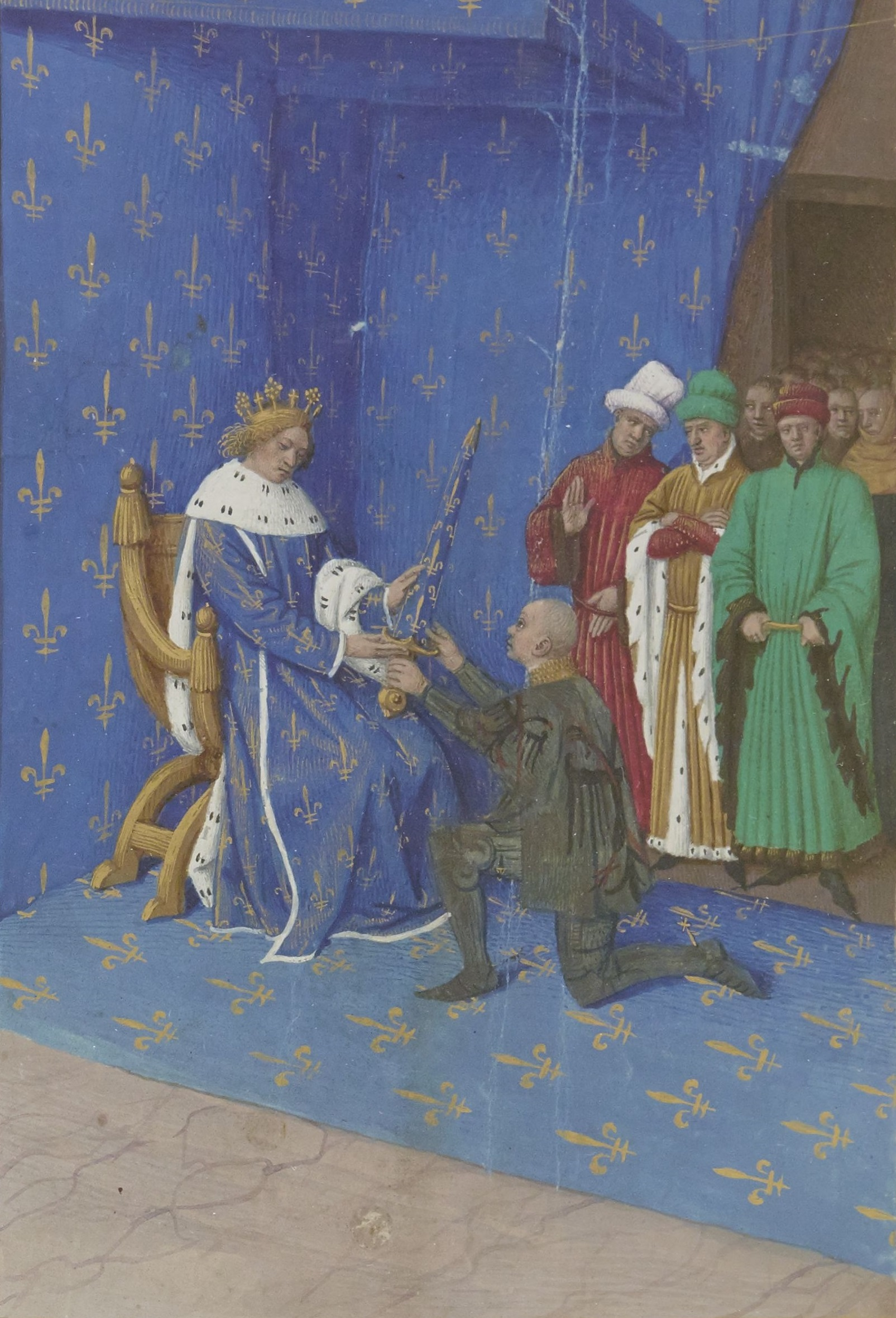
2 октября 1369 года: Передача Карлом V меча коннетабля Бертрану дю Геклену (картина Жана Фуке (XV век), Национальная библиотека Франции)

Коннетабль заведовал королевскими каретами, повозками и мебелью во время многочисленных перемещений королевского двора. Кроме того, в функции коннетабля входила помощь сенешалю в заботах о королевском столе — он помогал перевозить припасы в подвалы и амбары. Со времени правления короля Генриха I (1031—1060) обязанности коннетабля изменились. Его главной функцией стала прежде всего защита королевского домена.
Первоначально должность коннетабля занимали верные вассалы короля довольно низкого ранга, владения которых находились в приграничных районах. Однако в XII веке значение должности возросло, поскольку коннентабли стали частичным противовесом честолюбивым сенешалям. Уже в начале правления короля Людовика VII коннетабль Матьё I де Монморанси получил широкие полномочия — он был назначен лейтенантом короля (фр. lieutenant du roi, дословно — «держащий место короля»), став фактически военным советником короля и начальником королевских рыцарей. После упразднения должности сенешаля в XIII веке коннетабль окончательно становится главнокомандующим королевской армией во время войны. Позже за коннетаблем утверждается привилегия возглавлять авангард армии, находящейся под командованием короля.
Во второй половине XIV века коннетабль становится первым лицом государства после короля и принцев королевской крови. Однако после окончания Столетней войны значение коннетабля падает, чему способствовали длительные периоды, когда коннетабли не назначались (1458—1465, 1475—1483, 1488—1515 годы), при этом выросла роль маршалов. После измены Карла де Бурбона король Франциск I значительно урезал полномочия коннетабля, передав пехоту под командование генерал-полковника (фр. colonel-général), получившего широкие полномочия, в том числе и юридические. Чтобы уравновесить власть генерал-полковника, король Генрих IV создал должность лейтенанта генерал-полковника. А в 1627 год должность коннетабля была окончательно упразднена по настоянию кардинала Ришельё, после чего военное командование перешло к главным маршалам.
Наполеон I, став императором, возвёл своего брата Людовика в государственные коннетабли, а Бертье — в вице-коннетабли. После реставрации должность эта была снова упразднена.

## Список коннетаблей Франции
- 1060: Альберик I де Монморанси (ум. 1060)
- 1065/1067: Бальберик (Бодри) (ум. после 1067)
- 1069: Готье (ум. после 1069)
- 1071/1074: Адалельм (ум. после 1074)
- до 1075—1081: Адам II де Лиль-Адам (ум. после 1092/1093), сеньор де Лиль-Адам, последовательно виночерпий, коннетабль, затем сенешаль короля Филиппа I
- 1081—1086: Тибо де Монморанси (ум. 1090), сеньор де Монморанси, де Марль, де Фейлард, де Дей и де Шато-Бассе
- 1086—1090/1091: Талон де Шомон (ум. после 1091), виконт де Шамон
- 1103/1104—1107/1108: Гастон де Шомон (ум. после 1108), сеньор де Френ и де Пуасси
- 1108—1138: Гуго Одноглазый де Шомон (ум. 1138)
- 1138—1160: Матье I де Монморанси (ум. 1160), сеньор де Монморанси, д’Экуан, де Марль-ле-Руа, де Конфлан-Сент-Онорин и де Аттиши
- 1165—1174: Симон де Нофль-ле-Шато (ум. ок. 1174)
- 1174—1191: Рауль I де Клермон-ан-Бовези (ум. 1191), граф де Клермон-ан-Бовези
- 1194—1218: Дрё IV де Мелло (1138—1218), сеньор де Сен-Бри, де Болш и де Мелло
- 1218—1230: Матьё II Великий Коннетабль (1174—1230), барон де Монморанси
- 1231—1240': Амори VI (1192—1241), граф де Монфор-л'Амори
- 1240—1250: Гумберт V де Божё (ум. 1250), сеньор де Божё
- 1250—1275: Жиль II Коричневый (1199—1275/1276), сеньор де Трасинье
- 1277: Эмбер де Божё (ум. 1285), сеньор де Монпансье
- 1277—1302: Рауль II де Клермон (ум. 1302), сеньор де Нель
- 1302—1329: Гоше V де Шатийон (ум. 1329), граф де Порсеан
- 1329—1344: Рауль I де Бриенн (ум. 1344), граф д'Э и де Гин
- 1344—1350: Рауль II де Бриенн (ум. 1350), граф д’Э и де Гин
- 1350—1354: Карл де ла Серда (ум. 1354), граф Ангулема
- 1354—1356: Жак I де Бурбон (1319—1362), граф де Ла Марш
- 1356: Готье VI де Бриенн (ум. 1356), граф де Бриенн и титулярный герцог Афинский
- 1356—1370: Роберт де Фиенн (ум. 1372), сеньор де Тенгри
- 1370—1380: Бертран дю Геклен (1320—1380)
- 1380—1392: Оливье V де Клиссон (1336—1407)
- 1392—1397: Филипп д’Артуа (1358—1397), граф д’Э
- 1397—1402: Людовик де Сансер (1342—1402), сеньор де Боммье
- 1402—1411: Карл I д'Альбре (ум. 1415), сеньор д'Альбре и граф де Дрё
- 1411—1413: Валеран III де Люксембург (ум. 1415), граф де Сен-Поль
- 1413—1415: Карл I д'Альбре (вторично)
- 1415—1418: Бернар VII д'Арманьяк (ум. 1418), граф д'Арманьяк
- 1418—1424: Карл I (II) Смелый (ум. 1431), герцог Лотарингии
- 1424: Джон Стюарт (1380—1424), 2-й граф Бьюкен
- 1425—1458: Артур III Бретонский (ум. 1431), граф Ричмонд, граф де Дрё, герцог Бретани
1445—1453: Джон Тальбот (ум. 1453), 1-й граф Шрусбери, коннетабль Франции (назначен королём Англии Генрихом VI, французами не признан)
- 1465—1475: Людовик де Люксембург (1418—1475), граф де Сен-Поль, де Бриенн и ди Конверсано
- 1483—1488: Жан II де Бурбон (1426—1488), герцог де Бурбон
- 1515—1523: Карл III де Бурбон (1490—1527), герцог де Бурбон, граф де Монпансье
- 1538—1567: Анн де Монморанси (1492—1567), герцог де Монморанси
- 1593—1614: Генрих I Монморанси (1534—1614), сеньор де Дамвиль, герцог де Монморанси
- 1621: Карл д'Альбер (герцог Люинь) (1578—1621), маркиз д’Альбер, герцог де Люинь
- 1622—1626: Франсуа де Бонн (1543—1626), герцог де Ледигьер